# 푸르만 원

푸르만 원

기하학에서, 푸르만 원(영어: Fuhrmann circle)은 삼각형의 수심과 나겔 점을 잇는 선분을 지름으로 하는 원이다.

## 정의
삼각형 {\displaystyle ABC}의 외접원의 호 {\displaystyle BC}, {\displaystyle CA}, {\displaystyle AB}의 중점을 각각 {\displaystyle F_{A}'}, {\displaystyle F_{B}'}, {\displaystyle F_{C}'}라고 하자. 직선 {\displaystyle BC}에 대한 {\displaystyle F_{A}'}의 반사상을 {\displaystyle F_{A}}, 직선 {\displaystyle CA}에 대한 {\displaystyle F_{B}'}의 반사상을 {\displaystyle F_{B}}, 직선 {\displaystyle AB}에 대한 {\displaystyle F_{C}'}의 반사상을 {\displaystyle F_{C}}라고 하자. 그렇다면 삼각형 {\displaystyle F_{A}F_{B}F_{C}}를 원래 삼각형 {\displaystyle ABC}의 푸르만 삼각형(영어: Fuhrmann triangle)이라고 한다. 푸르만 삼각형의 외접원을 푸르만 원이라고 한다.

## 성질
푸르만 원은 수심과 나겔 점을 잇는 선분을 지름으로 한다.:50, §6 특히, 푸르만 원의 중심은 수심과 나겔 점을 잇는 선분의 중점이다.
증명:
삼각형 {\displaystyle ABC}의 수심을 {\displaystyle H}, 나겔 점을 {\displaystyle X_{8}}이라고 하자. 그렇다면 {\displaystyle F_{A}F_{A}'}은 선분 {\displaystyle BC}의 수직 이등분선이므로, 선분 {\displaystyle BC}의 중점 {\displaystyle M_{A}}와 외심 {\displaystyle O}를 지난다. 특히 {\displaystyle O}에 대한 {\displaystyle F_{A}'}의 반사상을 {\displaystyle F_{A}''}이라고 할 경우 선분 {\displaystyle F_{A}'F_{A}''}은 외접원의 지름이다. {\displaystyle AH}와 {\displaystyle F_{A}''F_{A}}는 모두 {\displaystyle BC}의 수선이므로 평행한다. 또한
{\displaystyle {\begin{aligned}AH&=2OM_{A}\\&=2OF_{A}'-2M_{A}F_{A}'\\&=F_{A}''F_{A}'-F_{A}F_{A}'\\&=F_{A}''F_{A}\end{aligned}}}
이므로 선분 {\displaystyle HF_{A}}는 선분 {\displaystyle AF_{A}''}의 평행 이동상이며, 특히 이 두 선분의 직선은 평행한다.
삼각형 {\displaystyle ABC}의 반중점 삼각형 {\displaystyle A'B'C'}의 {\displaystyle A}, {\displaystyle B}, {\displaystyle C}에 대한 꼭짓점을 {\displaystyle A'}, {\displaystyle B'}, {\displaystyle C'}이라고 하자. 그렇다면 {\displaystyle X_{8}}은 삼각형 {\displaystyle A'B'C'}의 내심이며, 특히 {\displaystyle A'X_{8}}은 삼각형 {\displaystyle A'B'C'}의 내각 이등분선이다. {\displaystyle AF_{A}'} 역시 삼각형 {\displaystyle ABC}의 내각 이등분선이므로, {\displaystyle A'X_{8}}과 {\displaystyle AF_{A}'}은 평행한다. {\displaystyle M_{A}}는 선분 {\displaystyle AA'}과 {\displaystyle F_{A}F_{A}'}의 공통 중점이므로, 선분 {\displaystyle AF_{A}'}과 {\displaystyle A'F_{A}}는 서로 {\displaystyle M_{A}}에 대한 반사상이며, 특히 이 두 선분의 직선은 평행한다. 따라서, {\displaystyle A'}, {\displaystyle X_{8}}, {\displaystyle F_{A}}는 공선점이며, {\displaystyle X_{8}F_{A}}와 {\displaystyle AF_{A}'}은 평행한다.
선분 {\displaystyle F_{A}'F_{A}''}은 삼각형 {\displaystyle ABC}의 외접원의 지름이므로, {\displaystyle AF_{A}'}과 {\displaystyle AF_{A}''}은 서로 수직이다. 따라서 {\displaystyle X_{8}F_{A}}와 {\displaystyle HF_{A}} 역시 서로 수직이며, {\displaystyle F_{A}}는 선분 {\displaystyle HX_{8}}를 지름으로 하는 원 위의 점이다.
삼각형 {\displaystyle ABC}의 세 변의 길이를 {\displaystyle a=BC}, {\displaystyle b=AC}, {\displaystyle c=AB}라고 하고, 외접원의 반지름을 {\displaystyle R}라고 하자. 그렇다면 푸르만 원의 반지름은
{\displaystyle R{\sqrt {\frac {a^{3}+b^{3}+c^{3}-(a^{2}b+a^{2}c+ab^{2}+b^{2}c+ac^{2}+bc^{2})+3abc}{abc}}}}
이다.:148, §11.17
삼각형 {\displaystyle ABC}의 내접원의 반지름을 {\displaystyle r}라고 하고, 각 꼭짓점 {\displaystyle A}, {\displaystyle B}, {\displaystyle C}에서 대변에 내린 수선과 푸르만 원 사이의 수심이 아닌 교점을 {\displaystyle P}, {\displaystyle Q}, {\displaystyle R}라고 하자. 그렇다면
{\displaystyle AP=BQ=CR=2r}
이다.:52, §6
삼각형 {\displaystyle ABC}의 세 변의 길이를 {\displaystyle a=BC}, {\displaystyle b=AC}, {\displaystyle c=AB}라고 하고, 외심을 {\displaystyle O}, 내심을 {\displaystyle I}라고 하자. 그렇다면 푸르만 삼각형의 세 변의 길이는
{\displaystyle F_{B}F_{C}={\sqrt {\frac {(a+b+c)(b+c-a)}{bc}}}OI={\sqrt {\frac {a(a^{3}+b^{3}+c^{3}-(a^{2}b+a^{2}c+ab^{2}+b^{2}c+ac^{2}+bc^{2})+3abc)}{(a-b+c)(a+b-c)}}}}
{\displaystyle F_{A}F_{C}={\sqrt {\frac {(a+b+c)(a-b+c)}{ac}}}OI={\sqrt {\frac {b(a^{3}+b^{3}+c^{3}-(a^{2}b+a^{2}c+ab^{2}+b^{2}c+ac^{2}+bc^{2})+3abc)}{(b+c-a)(a+b-c)}}}}
{\displaystyle F_{A}F_{B}={\sqrt {\frac {(a+b+c)(a+b-c)}{ab}}}OI={\sqrt {\frac {c(a^{3}+b^{3}+c^{3}-(a^{2}b+a^{2}c+ab^{2}+b^{2}c+ac^{2}+bc^{2})+3abc)}{(b+c-a)(a-b+c)}}}}
이다.:255, §19.15
삼각형 {\displaystyle ABC}의 내심을 {\displaystyle I}, 외심을 {\displaystyle O}, 수심을 {\displaystyle H}, 나겔 점을 {\displaystyle X_{8}}, 푸르만 원의 중심을 {\displaystyle X_{355}}라고 하자. 그렇다면 사각형 {\displaystyle OIX_{355}X_{8}}과 사각형 {\displaystyle OIHX_{355}}는 모두 평행 사변형이며, 그 무게 중심은 각각 슈피커 중심 및 구점원의 중심이다.:255, §19.15 특히, 슈피커 중심은 외심과 푸르만원의 중심을 잇는 선분의 중점이며, 구점원의 중심은 내심과 푸르만 원의 중심을 잇는 선분의 중점이다.
삼각형 {\displaystyle ABC}의 외접원과 내접원의 반지름을 {\displaystyle R}와 {\displaystyle r}라고 하자. 그렇다면 내심 {\displaystyle I}와 푸르만 원의 중심 {\displaystyle X_{355}} 사이의 거리는 다음과 같다.:255, §19.15
{\displaystyle IX_{355}=2NI=R-2r}
여기서 {\displaystyle N}은 구점원의 중심이다.